# Bruno Faglioni
Bruno Faglioni Rossi, de nome artístico Bruno Faglioni, é cantor, compositor, multi-instrumentista e engenheiro civil, nascido em 5 de maio de 1988. É filho do casal Sandra Regina e Nivaldo. Seu amor pela música apareceu ainda criança, ao ver o avô materno, Paulo, tocar violão nas festas de família. Aos 8 anos, logo após a morte do avô, Faglioni iniciou seus estudos musicais através do violão erudito.
Católico desde o berço materno, e tendo estudado com grandes violonistas da cidade, como José Fernando Janke e Paulo Martelli, apresentou-se em diversos festivais de música sacra, sempre representando a comunidade da Igreja de Santa Ângela, vencendo várias categorias individuais e coletivas.
Ainda na infância, representou Araraquara no mutirão estadual contra o trabalho infantil, cantando no encerramento do movimento diante de centenas de convidados e do então vice-governador Geraldo Alckmin no Palácio dos Bandeirantes, em São Paulo.
Na adolescência, ele participou da cena do ‘movimento rock’ do início dos anos 2000 em Araraquara, com a banda ColdFire, composta também por seus irmãos Vitor e Felipe, além de seu amigo Conrado. Na juventude, esteve em eventos da Renovação Carismática católica na região, sempre por intermédio da música.
No início da vida adulta, enveredou seus estudos para a área de Engenharia Civil na USP São Carlos. Junto aos estudos e práticas musicais, também fez mestrado na área de engenharia de transportes. A música levou Faglioni para as orquestras de casamento da cidade, para apresentações culturais da Prefeitura de Araraquara e como guitarrista de vários grupos musicais na noite araraquarense.
Participou de diversos reality shows, como o The Voice Brasil (Rede Globo), o Programa Máquina da Fama (SBT) e o X-Factor Brasil (Band), alcançando reconhecimento por parte da imprensa especializada.
Em 2018, Bruno Faglioni lançou seu primeiro álbum, intitulado “Médico de Almas”, um trabalho aguardado e elogiado no meio cristão. E, em 2019, tornou-se o vocalista da banda de rock cristã brasileira Rosa de Saron.
Após nove singles com recordes de visualizações no YouTube, dois álbuns consagrados e premiados em diversas categorias pela maior premiação nacional da música católica e shows pelo Brasil inteiro, Faglioni se consolidou como um dos principais vocalistas da música cristã nacional.
1. ↑  «Bruno Faglioni». Banda Rosa de Saron (em inglês). Consultado em 19 de agosto de 2025
2. ↑  «Bruno Faglioni». Banda Rosa de Saron (em inglês). Consultado em 19 de agosto de 2025
3. ↑  «Bruno Faglioni». Banda Rosa de Saron (em inglês). Consultado em 19 de agosto de 2025
4. ↑  «Bruno Faglioni». Banda Rosa de Saron (em inglês). Consultado em 19 de agosto de 2025
5. ↑  «Bruno Faglioni». Banda Rosa de Saron (em inglês). Consultado em 19 de agosto de 2025
6. ↑  «Bruno Faglioni». Banda Rosa de Saron (em inglês). Consultado em 19 de agosto de 2025
7. ↑  «Bruno Faglioni». Banda Rosa de Saron (em inglês). Consultado em 19 de agosto de 2025